# Sören Klappert
Sören Klappert (* 29. Januar 1990) ist ein deutscher Fußballspieler. Er spielt seit Sommer 2018 für den Oberligisten FV Engers.

## Karriere
Klappert wechselte 2006 von der Jugend von Bayer 04 Leverkusen zur Jugend der TuS Koblenz. Ab 2009 spielte er in der zweiten Mannschaft der Koblenzer. Zwischen 2010 und 2011 kam er gelegentlich in der ersten Mannschaft zum Einsatz. 2012 verließ er die TuS Koblenz und musste knapp zwei Jahre verletzungsbedingt pausieren. Im Mai 2013 schloss er sich der TuS Rot-Weiß Koblenz an, die er wenig später in Richtung SpVgg EGC Wirges verließ. In der Rheinlandliga erzielte Klappert für Wirges in seinem ersten Jahr 18 Tore und stieg mit der Mannschaft in die Oberliga auf. In der folgenden Oberligasaison 2014/15 sorgten auch seine 15 Tore für den frühen Klassenerhalt des Neulings. Im Sommer 2016 wechselte er für zwei Jahre zum Ligakonkurrenten FC Karbach. Zur Saison 2018/19 verpflichtete ihn der FV Engers 07.